# Fontaine pétrifiante de Réotier
La fontaine pétrifiante de Réotier se situe dans le département des Hautes-Alpes en région Provence-Alpes-Côte d'Azur, dans la commune de Réotier, entre Guillestre et Briançon, à 910 m d'altitude environ.

## La légende

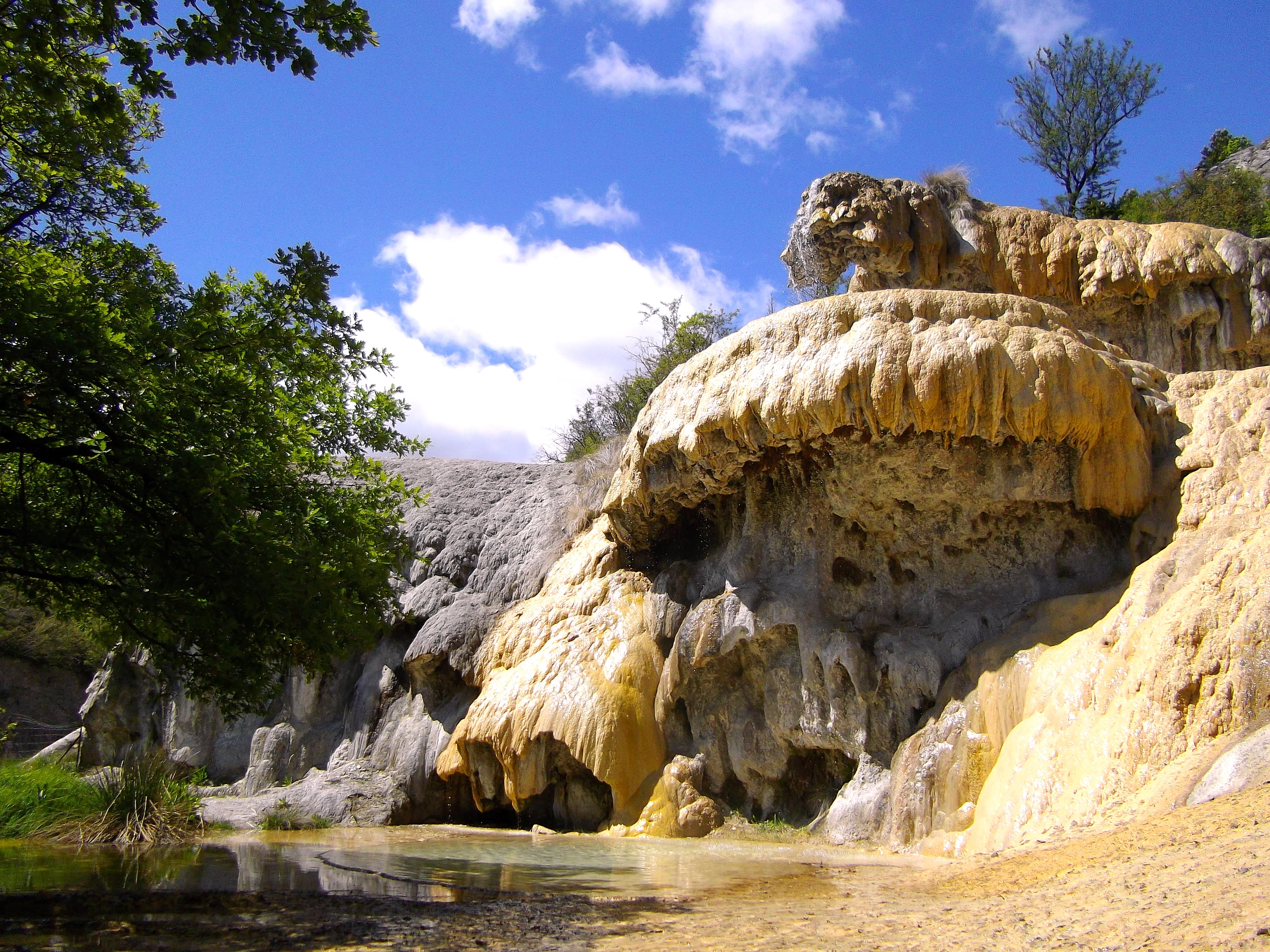
La fontaine de Réotier un 29 mai.

Comme beaucoup de sites de ce type, une légende y est attachée. Antoine, paysan à Réotier, devenait colporteur en automne et partait en Provence. Il arriva, en l'an de grâce 1697, qu'il termina son périple aux foires d'Apt. Décidé à revoir rapidement sa jeune femme qui était enceinte, il prit le coche pour Manosque et Sisteron. Arrivé là, il apprit que la correspondance pour Gap ne se ferait que dans deux jours et il décida de finir le trajet à pied. Il fit étape à La Saulce, puis Chorges, et arriva enfin à Gap la veille de Noël. 
Il était quasiment arrivé chez lui. Mais le temps se gâta pour ce dernier trajet, tant et tant qu'en milieu d'après-midi, quand il longeait les vignes de Saint-Clément, il fut pris dans une tempête de neige. Bon chrétien, il implora la Vierge, mais la tourmente redoubla. Enfin arriva une accalmie et la clarté de la lune déchira les nuages. Il vit alors, tout près de lui, un monstre aux dents acérées et se crut en enfer. Mourir pour mourir, il aurait préféré le paradis et décida d'affronter le monstre. Se saisissant d'une branche aussi grosse qu'un gourdin, il s'approcha, prêt à en découdre. Ce fut alors qu'il reconnut la silhouette de la fontaine pétrifiante que tous connaissaient dans sa paroisse. Il fut chez lui quand sonnèrent les douze coups de minuit, son épouse venait tout juste d'accoucher.

## Origines
La fontaine est alimentée par les eaux de la Saulce qui ont la même origine que les sources du Plan de Phazy. Ces deux résurgences ne sont séparées que par deux kilomètres sur la grande faille de la Durance. Les eaux d’infiltration, qui descendent par gravité, filtrent à travers les couches minérales (calcaires, dolomites, gypse...) tout en se réchauffant de 3 °C tous les cent mètres.
C'est la faille qui favorise la remontée vers la surface où les eaux jaillissent à la température de 21 °C. Elles sont chargées en bicarbonate de calcium et dégazent en libérant du gaz carbonique et en formant un précipité de calcite. À Réotier, le dépôt de calcite est d’environ 140 mg/l, un taux suffisant pour pétrifier tous les matériaux environnants.

La fontaine pétrifiante aux quatre saisons
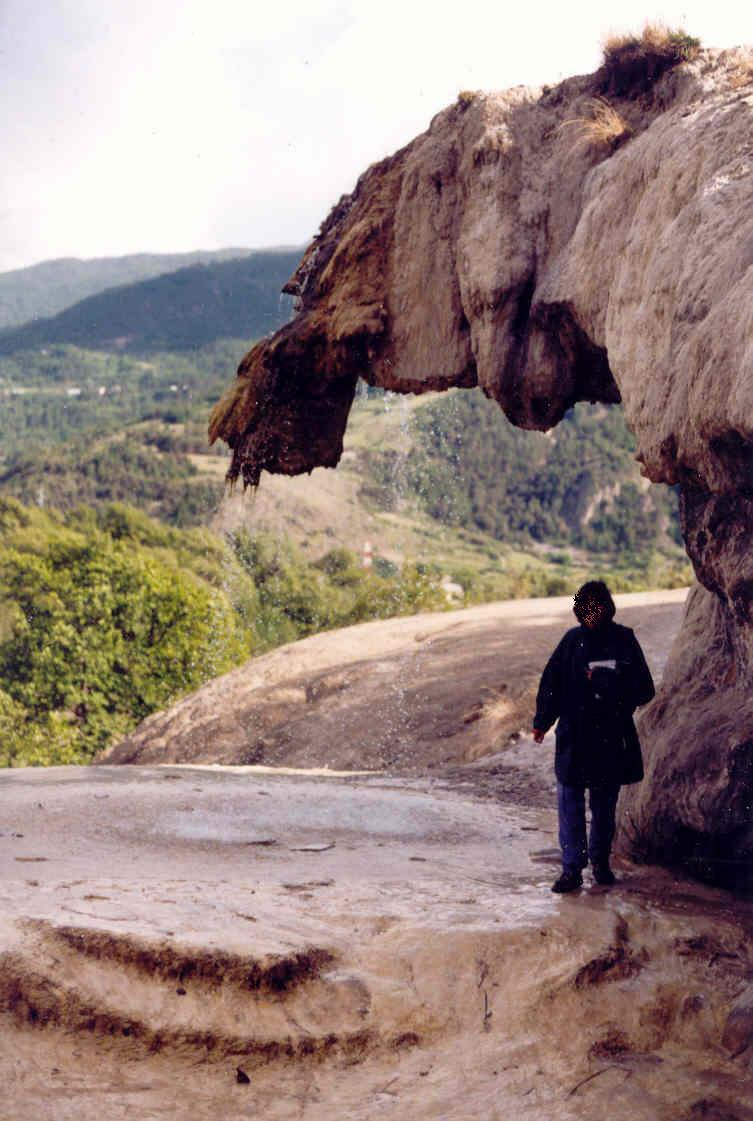
Printemps.
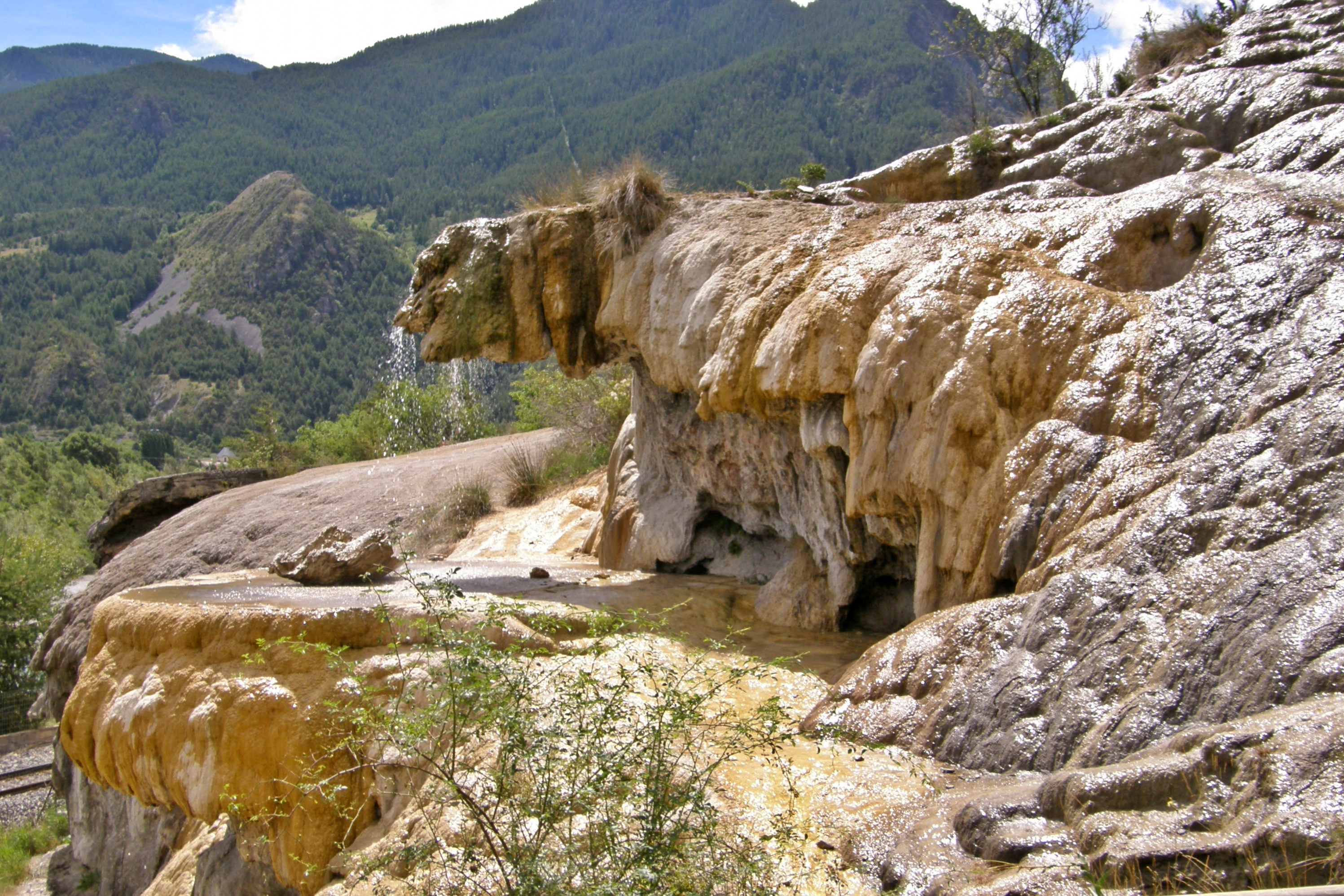
Été.
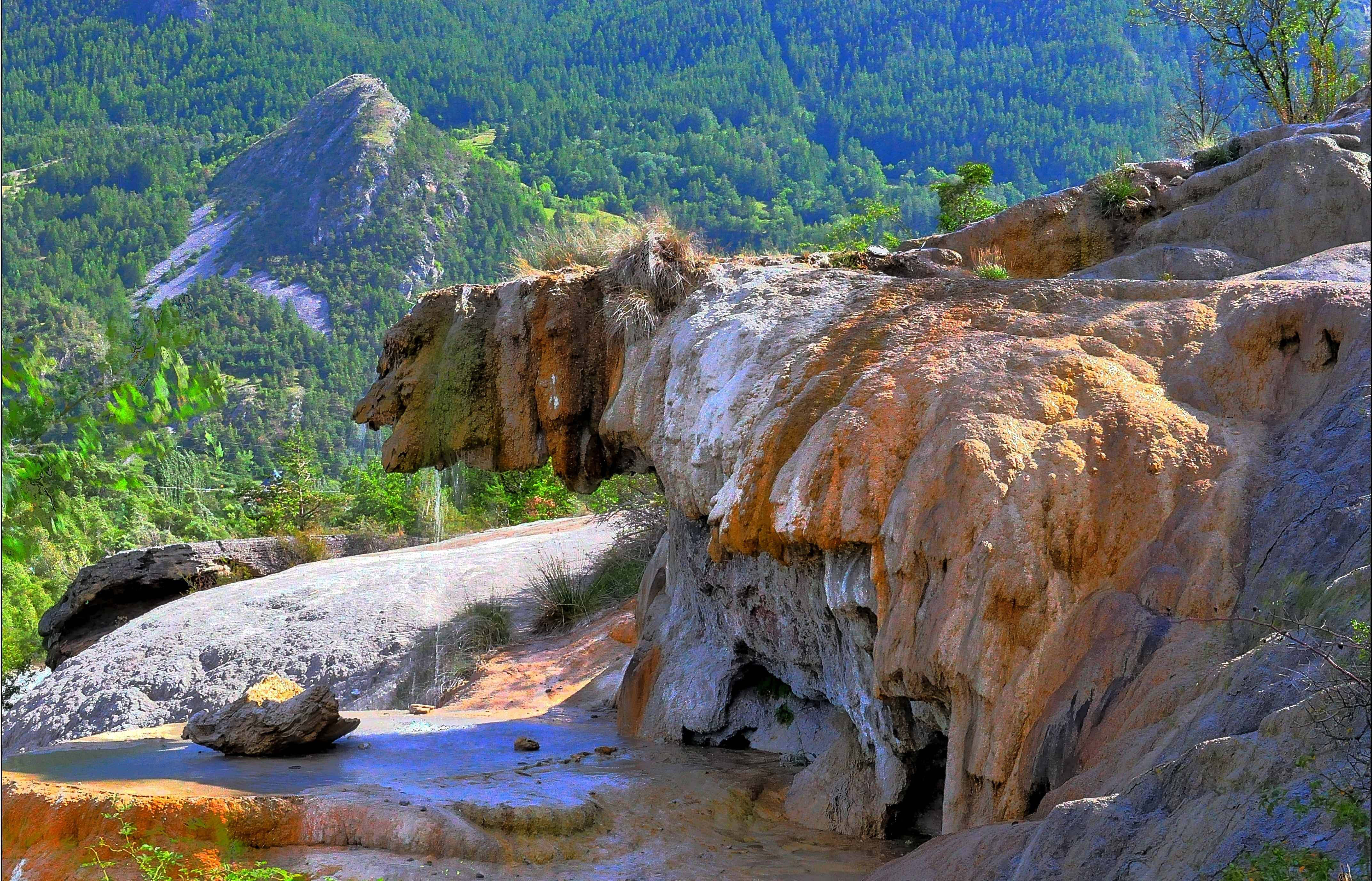
Automne.
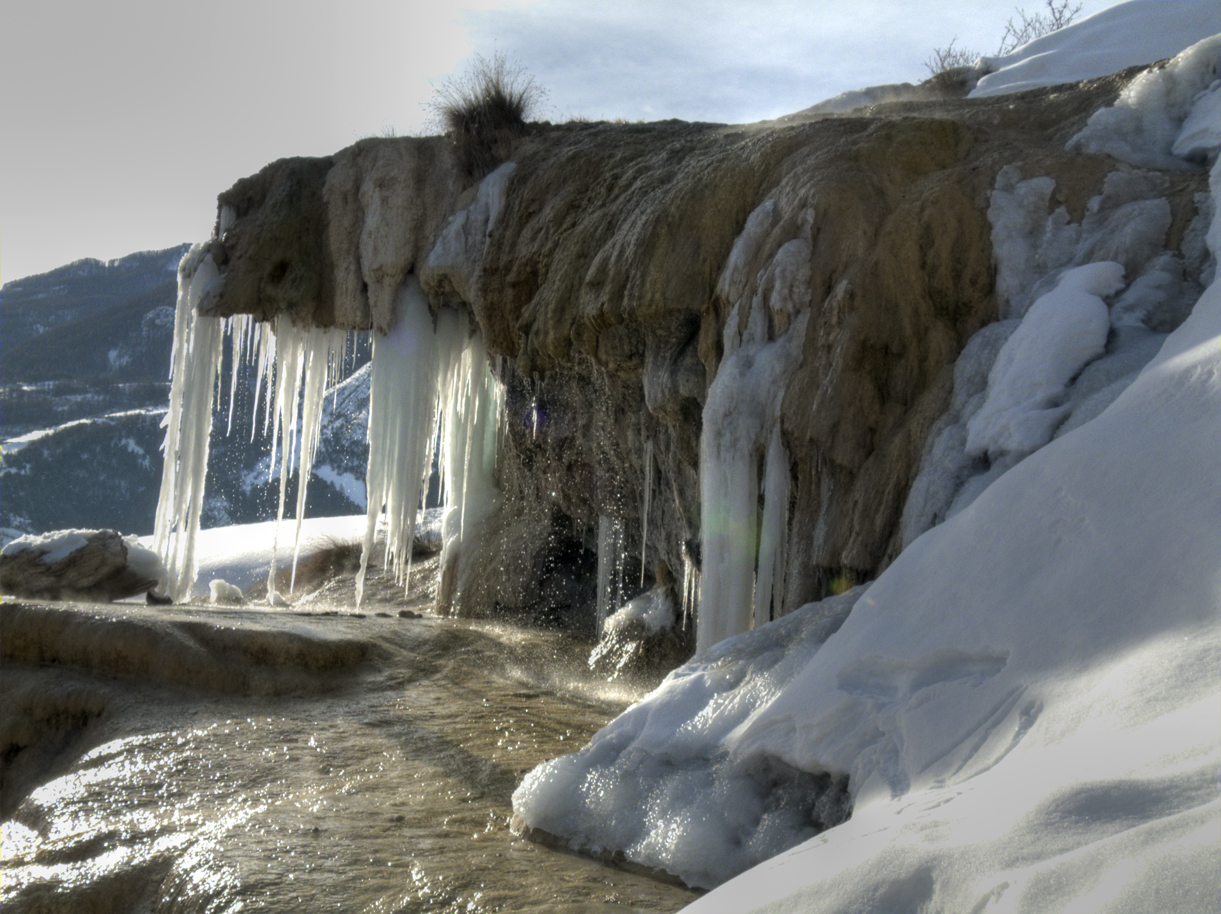
Hiver.

## Protection Natura 2000
Le site de Réotier fait l'objet d'une protection dans le cadre du réseau Natura 2000. Celui-ci concerne des sites naturels ou semi-naturels de l'Union européenne ayant une grande valeur patrimoniale, par la faune et la flore exceptionnelles qu'ils contiennent,.